# Silvijn
Silvijn is een Nederlandse jongensnaam, die afgeleid is van de naam van de Franse evangelist Silvin van Auchy. In 2014 waren er 432 naamdragers, waarvan de grootste concentratie in Harderwijk. De naam neemt sterk toe in populariteit. Waar er in 2009 tien pasgeboren jongens Silvijn werden genoemd, waren dat er in 2012 reeds 62. De naam wordt ook sporadisch aan meisjes gegeven.